# میلکواتر (آریزونا)
میلکواتر (به انگلیسی: Milkwater) یک منطقهٔ مسکونی در ایالات متحده آمریکا است که در آریزونا واقع شده‌است. میلکواتر ۲٬۲۲۸ متر بالاتر از سطح دریا واقع شده‌است.